# Bartek Nizioł
Bartek Nizioł, eigentlich Bartłomiej Nizioł, (* 1. Februar 1974 in Stettin) ist ein polnischer Violinist und derzeit 1. Konzertmeister des Orchesters der Oper Zürich.

## Biografie
Nizioł begann seine musikalische Ausbildung im fünften Lebensjahr, später studierte er bei Jadwiga Kliszewska in Posen und bei Pierre Amoyal in Lausanne. Bereits während seines Studiums gewann er mehrere renommierte Preise internationaler Violin-Wettbewerbe, bevor er 1994 sein Solodiplom mit Auszeichnung an der Musikakademie Posen erhielt.
Nizioł spielte in der Folge auf renommierten Musikfestivals, zum Beispiel „Midem“ in Cannes, „Festival de Radio France“ oder „Festival de Carcassonne“. Zudem folgten zahlreiche Engagements als Solist in großen Orchestern, unter anderem im Orchestre Philharmonique de Radio France, im English Chamber Orchestra oder der Sinfonia Varsovia.
Von 1997 bis 2003 war Nizioł Stellvertretender 1. Konzertmeister des Tonhalle-Orchester Zürich, seit 2003 ist er 1. Konzertmeister des Orchesters der Oper Zürich.
Im Jahr 2000 gründete Nizioł mit drei weiteren Musikern des Zürcher Opernorchesters und des Orchesters der Tonhalle das Kammermusik-Ensemble Niziol Quartett. Das Ensemble widmete sich vor allem Violinstücken russischer Komponisten, wie Tschaikowski und Borodin, insbesondere während einer Konzertreise durch Russland im Jahr 2005.
Nizioł spielt eine Violine von Guarneri del Gesù aus dem Jahr 1727. Als erster Geiger im Stradivari Quartett spielte er dort von 2007 bis 2010 auch die Stradivari „Aurea“ aus dem Jahr 1715.

## Auszeichnungen
- Erster Preis Adelaide International Competition, 1991
- Erster Preis Wieniawski International Competition, Poznań, 1991
- Erster Preis Pretoria International Competition, 1991
- Erster Preis Eurovision Young Musicians, Brüssel, 1992
- Erster Preis M.Long-J.Thibaud Competition, Paris, 1993

Zusammen mit Paweł Andrzej Mazurkiewicz wurde Nizioł 2006 mit dem Fryderyk, einer Ehrung des polnischen Phonographischen Gesellschaft, für die Aufnahme von Grażyna Bacewicz’ Stücken für Klavier und Violine ausgezeichnet.
Im Jahr 2015 wurde er gemeinsam mit Denis Severin und Tatiana Korsunskaya mit dem ECHO Klassik in der Kategorie Kammermusikeinspielung des Jahres (Musik des 19. Jahrhunderts) ausgezeichnet.

## Diskographie
- Music for violin and organ (J.G. Rheinberger: Sechs Stücke für Geige und Orgel, op. 150 & Suite in C-Moll für Geige und Orgel, op. 166), Bartek Niziol und Andrzej Mielewczyk
- Polish Violin Duos, Bartolomiej Niziol und Jaroslawa Pietrzaki, DUX, 2002
- BACEWICZ: Utwory na skrzypce i fortepian, Bartłomiej Nizioł und Paweł Mazurkiewicz, DUX 2005
- Paul Juon: Sämtliche Streichquartette, Niziol Quartett, Musique Suisse, 2006 (Doppel-CD)
- Eugène Ysaye: 6 Sonaten für Solo Violine Opus 27